# Alberto Gorriz Echarte
Alberto Gorriz Echarte va ser un futbolista basc dels anys 80 i principis dels 90. Al llarg de la seva dilatada carrera es va mantenir sempre fidel als colors de la Reial Societat de Futbol de Sant Sebastià. Posseïx el record de ser el jugador txuri-urdin que més partits oficials ha jugat amb l'elàstica reialista (599), i també el que més partit de primera divisió ha disputat (461) amb aquesta samarreta. També posseïx tots els títols que ha aconseguit el club donostiarra al llarg de la seva història.
Gorriz jugava en el lloc de defensa central. Es tractava d'un bon marcador i un jugador segur. Destacava en el joc aeri, cosa que li va permetre marcar alguns gols al llarg de la seva carrera quan se sumava als llançaments de serveis de cantonada i rematava de cap.

## Inicis
Gorriz va néixer a la localitat guipuscoana d'Irun un 16 de febrer de 1958. Els seus primers passos com futbolista els va donar en el Sant Marcial de la seva localitat natal, d'on va ser captat pels tècnics de la Reial Societat. Abans de donar el salt al primer equip va jugar diverses temporades en el Sanse, l'equip filial de la Reial Societat.
El seu debut amb la Reial Societat en la primera divisió es va produir el 8 d'abril de 1979 en l'Estadi de Vallecas en partit enfront del Rayo Vallecano que va guanyar la Reial Societat per 0-4. En aquell moment tenia 21 anys. Durant les temporades 1978-79 i 79-80 va ser suplent dels defenses centrals titulars i no es va fer amb la titularitat fins a la temporada 1980-81.

## Títols
Des que es fes amb un lloc titular en l'eix central de la defensa reialista en la temporada 80-81, Gorriz es va mantenir com l'amo indiscutible d'aquest lloc fins a la temporada 1991-92. Van ser 12 temporades en les quals l'irundarra va jugar més del 95% dels partits que va disputar el seu equip, la Reial Societat. La seva carrera va ser respectada per les lesions, ja que no va tenir cap de gravetat. Això va permetre a Gorriz convertir-se en el jugador que més partits oficials de Lliga ha jugat amb la Reial Societat (461) i en un dels jugadors que més partits han jugat de la Lliga Espanyola.
Gorriz va contribuir de forma decisiva a la consecució dels dos títols de Lliga de les temporades 1980-81 i 1981-82, les úniques que ha obtingut la Reial Societat en la seva història, així com la Supercopa d'Espanya de 1982. En aquestes temporades va formar parella en el centre de la defensa reialista amb el veterà Kortabarria. Gorriz va ser autor de l'assistència que va transformar Jesús María Zamora en l'últim partit de la Lliga 1980-81 a El Molinón enfront de l'Sporting de Gijón que va suposar l'obtenció in extremis del títol de Lliga per la Reial Societat.
En aquests primers anys de Gorriz també és destacable la seva participació en la Copa d'Europa de 1982-83, en la qual l'equip txuri-urdin va arribar a les semifinals. Amb posterioritat i durant la resta de la seva carrera va formar un tàndem esportiu gairebé inseparable amb el seu company Agustín Gajate. La parella formada per Górriz i Gajate en el centre de la defensa és una de les més clàssiques de la història de l'equip donostiarra.
El 1987 Gorriz va guanyar la Copa del Rei i el 1988 va contribuir que el seu equip fos subcampió de Lliga i de Copa. 1988 també va ser l'any del seu debut com a jugador internacional.
Gorriz es va retirar del futbol professional el 1993 als 35 anys. Va haver d'esperar a la seva última temporada per a perdre la titularitat indiscutible que havia tingut per més d'una dècada, però encara en el seu últim any va seguir aportant la seva experiència i molts minuts al joc del seu equip. El seu comiat i homenatge va coincidir amb l'últim partit que va disputar la Reial Societat en el vell Estadi d'Atotxa, abans de traslladar-se al nou Estadi d'Anoeta

## Partits internacionals
El debut internacional de Gorriz va arribar de forma tardana, el 1988, quan comptava ja amb 30 anys. No obstant això el seu joc i la seva experiència van assolir convèncer el seleccionador Luis Suárez que el va convocar al Mundial Itàlia 90. Aquest Mundial va suposar el colofó de la carrera de Gorriz. Amb 32 anys va ser un dels defenses titulars i va arribar a marcar un gol en el partit Espanya-Bèlgica. El seu últim partit com internacional el va disputar en aquell mateix Mundial. En total, Górriz va disputar 12 partits amb la selecció entre 1988 i 1990 i va marcar un gol.
També va disputar partits amistosos amb la Selecció d'Euskadi.